# 勒普莱西罗班松
勒普莱西罗班松（法語：Le Plessis-Robinson，法語發音：[lə plɛsi ʁɔbɛ̃sɔ̃] ⓘ）是法国法兰西岛大区上塞纳省的一个市镇，属于安东尼区。

## 地理
勒普莱西罗班松（48°47'0"N, 2°15'49"E）面积3.43 平方千米，位于法国法蘭西島大區上塞纳省，该省份为法国北部内陆省份，毗邻巴黎。
与勒普莱西罗班松接壤的市镇（或旧市镇、城区）包括：沙特奈马拉布里、克拉马、丰特奈欧罗斯、索镇。

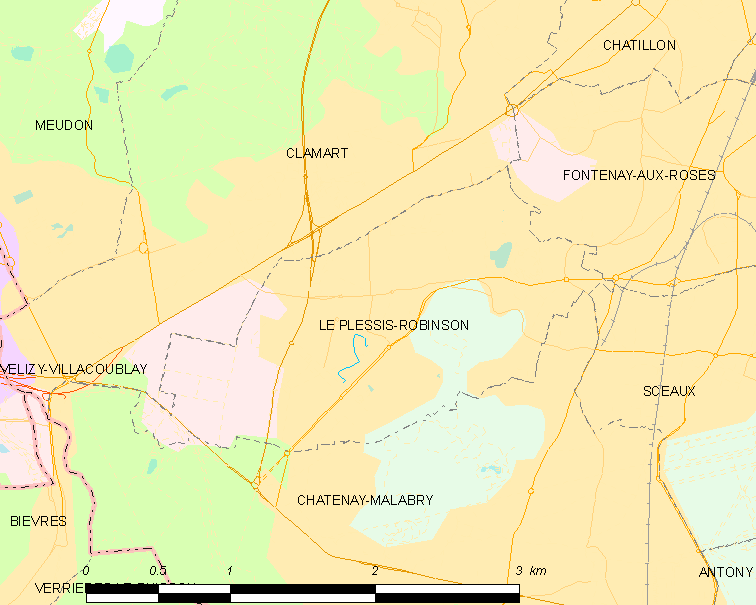
勒普莱西罗班松的OSM定位图

勒普莱西罗班松的时区为UTC+01:00、UTC+02:00（夏令时）。

## 行政
勒普莱西罗班松的邮政编码为92350，INSEE市镇编码为92060。

## 政治
勒普莱西罗班松所属的省级选区为沙特奈马拉布里县。

## 人口

1962-2008年间勒普莱西罗班松人口变化图示

勒普莱西罗班松于2022年1月1日时的人口数量为28893人。